# Joan Aubert

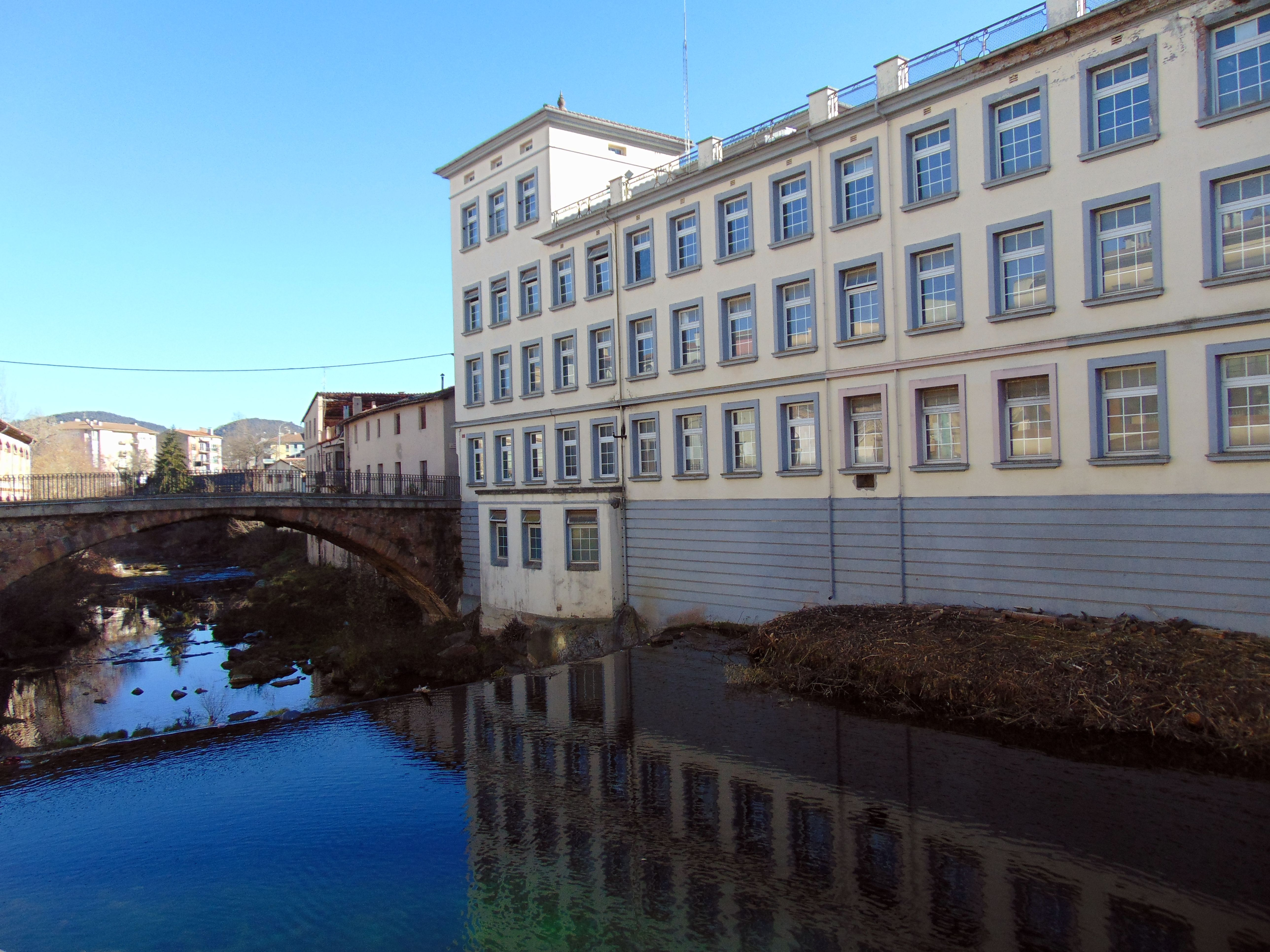
Fábrica Fills Aubert, Olot

Joan Aubert i Camps (Olot, 2 de mayo de 1902-ibidem, 24 de agosto de 2004) fue un arquitecto español. 

## Biografía
Estudió en la Escuela Técnica Superior de Arquitectura de Barcelona, donde fue alumno de Josep Maria Jujol, titulándose en 1926. Siendo estudiante conoció a Antoni Gaudí y fue uno de los portadores de su féretro en su funeral. Pasó por el modernismo y el novecentismo hasta desembocar en el racionalismo. Trabajó un tiempo en el despacho de Eusebi Bona, y fue arquitecto municipal de Olot desde 1927 hasta 1972.
Fue autor en Olot de la casa Aubert o El Cafetín (1936, calle de Sant Cristòfol 3), un edificio en chaflán de cuatro plantas en el que destacan los balcones de los tres pisos superiores situados en la esquina, siguiendo el esquema de casa-barco típico del racionalismo. En la misma localidad construyó la fábrica Artur Simón (1940, calle de Josep Ayats 10), un edificio en forma de U con planta baja y un piso, con entrada en la parte del chaflán, de forma cilíndrica y con una cristalera de doble altura.
En 1941 construyó el Monumento a los Caídos en el cementerio de Olot, de 6 m de ancho por 10 de largo y 5 de alto, formado por unas escaleras y una plataforma con un altar y una pared decorada con el águila y el escudo franquista, y coronado por una cruz.
Otras obras suyas son: la plaza de toros y el hospital de Sant Jaume, en Olot, el Hotel Monsacopa, la clínica del Doctor Fàbregas, las fábricas de embutidos Espuña, Monverdi, Turón, Gou Terrades y Puigcert, las empresas textiles Fills de F. Aubert y Manuel i Joaquim Rossell, y la fábrica de material eléctrico Simon (1940).
En 2002 fue distinguido con la insignia de Oro del Colegio de Arquitectos de Cataluña. Ese año, con motivo de su centenario, se celebró en Olot la exposición 100 anys de Joan Aubert, arquitecte.